# Estació de London Euston
London Euston, o Euston, és una estació de ferrocarril situada al districte de Camden, a Londres. És una de les més grans de la ciutat i la sisena terminal amb més ocupació. Té serveis de National Rail, London Overground i el Metro de Londres.
| Anterior estació                                                  |  | Metro de Londres                                        |  | Següent estació                                            |
| ----------------------------------------------------------------- |  | ------------------------------------------------------- |  | ---------------------------------------------------------- |
| Mornington Crescentdirecció Edgware, Mill Hill East o High Barnet |  | Northern Line                                           |  | Warren Streetvia Charing Crossdirecció Kennington o Morden |
| Camden Towndirecció Edgware, Mill Hill East o High Barnet         |  | Northern Line                                           |  | King's Cross St. Pancrasvia Bankdirecció Morden            |
| Warren Streetdirecció Brixton                                     |  | Victoria Line                                           |  | King's Cross St. Pancrasdirecció Walthamstow Central       |
| Anterior estació                                                  |  | London Overground                                       |  | Següent estació                                            |
| South Hampsteaddirecció Watford Junction                          |  | Watford DC Line                                         |  | Terminal                                                   |
| National Rail                                                     |  |                                                         |  |                                                            |
| Watford Junction                                                  |  | First ScotRail Lowland Caledonian Sleeper               |  | Terminus                                                   |
| Crewe                                                             |  | First ScotRail Highland Caledonian Sleeper (southbound) |  | Terminal                                                   |
| Terminus                                                          |  | First ScotRail Highland Caledonian Sleeper (northbound) |  | Watford Junction                                           |
| Watford Junction                                                  |  | London Midland London - Crewe                           |  | Terminus                                                   |
| Harrow & Wealdstone                                               |  | London Midland London - Birmingham                      |  | Terminus                                                   |
| Rugby, Milton Keynes Central or Watford Junction                  |  | Virgin Trains London - Birmingham                       |  | Terminus                                                   |
| Warrington Bank Quay                                              |  | Virgin Trains London - Glasgow                          |  | Terminus                                                   |
| Milton Keynes Central                                             |  | Virgin Trains London - Chester/ Holyhead                |  | Terminus                                                   |
| Watford Junction, Milton Keynes Central or Stafford               |  | Virgin Trains London - Liverpool                        |  | Terminus                                                   |
| Watford Junction or Stoke-on-Trent                                |  | Virgin Trains London - Manchester                       |  | Terminus                                                   |
| Milton Keynes Central                                             |  | Virgin Trains London - Wolverhampton                    |  | Terminus                                                   |